# Jamal al-Din al-Afghani
Sayyid Jamāl-al-dīn al-Afghānī (en persa: سید جمال الدین الافغاني‎; nombre de origen: Sayyid Muḥammad ibn Ṣafdar, سید محمد بن صفدر) (n. 1838-f. 9 de marzo de 1897) fue un pensador y activista político que recorrió la Persia Kayar, Afganistán, Egipto, la India y el Imperio otomano durante la segunda mitad del siglo XIX intentando conseguir la unidad de la comunidad musulmana para hacer frente al imperialismo de Occidente. Precursor del antiimperialismo, fue uno de los fundadores del modernismo islámico y del panislamismo, y ha sido descrito como "menos interesado en la teología que en organizar la respuesta musulmana frente a la presión de Occidente."
Cuando un año antes de morir, fue acusado de haber instigado el asesinato del Sha de Persia Naser al-Din, al-Afghani después de proclamar su inocencia afirmó: «He luchado, y sigo luchando, por un movimiento reformista en el podrido Oriente, donde me gustaría sustituir la arbitrariedad por la ley, la tiranía por la justicia, y el fanatismo por la tolerancia». Su mandamiento coránico favorito era: «Dios no cambiará la condición de un pueblo mientras éste no cambie lo que en sí tiene».
Su obra es reivindicada tanto por los secularistas de izquierdas, los islamistas, los panarabistas y los panislamistas. El indio Pankaj Mishra ha dicho que «indudablemente hubo muy pocas tendencias en las tierras musulmanas —el modernismo, el nacionalismo, el panislamismo— que la sensibilidad amplia y vital de al-Afghani no inflamara o alimentara. Ni tampoco hubo un ámbito de la acción política —la conspiración antiimperialista, la educación, el periodismo, el reformismo constitucional— sobre el que no dejara la huella de sus ideas». El islamista iraní Alí Shariatí dijo de él que «comprenderle equivale a reconocer el islam y a los musulmanes, así como nuestro presente y nuestro futuro» y que fue «el hombre que levantó por primera vez la voz de la conciencia en el aletargado Oriente».

## Biografía

### Afganistán
En 1866 se dirigió de la India a Afganistán, siendo vigilado por los servicios secretos británicos que lo consideraban un peligroso agitador y un probable agente ruso. Poco después de llegar a Kabul fue nombrado consejero del emir, que estaba en guerra con su hermanastro. Para hacer frente a las «intrigas» de Gran Bretaña, Al Afghani le aconsejó que se aliara con el Imperio Ruso, pero el emir acabó siendo derrotado en 1868, y el hermanastro vencedor llegó a un acuerdo con los británicos y expulsó a Al Afghani de Afganistán. En la cárcel de Kabul a la espera de ser expulsado escribió el siguiente irónico comentario:

Los ingleses creen que soy ruso
Los musulmanes creen que soy zoroastriano
Los suníes creen que soy chií
Y los chiíes creen que soy un enemigo de  Alí…

Diez años después, en una historia de Afganistán que escribió cuando se produjo la segunda guerra anglo-afgana, alabó la resistencia de los afganos cuya «nobleza de alma les lleva a elegir una muerte con honor antes que una vida de abyección bajo el dominio extranjero».

### Imperio Otomano
De Afganistán marchó a Estambul, la capital del Imperio Otomano y la ciudad más grande del mundo musulmán, a donde llegó a finales de 1869.  A los pocos meses fue nombrado miembro del Consejo de Educación, y quedó encargado de dar una conferencia en la inauguración de una nueva y moderna universidad laica, acto al que iban asistir el ministro de educación y otros altos cargos de la administración otomana volcada en el desarrollo de la política renovadora del Tanzimat. En su intervención lamentó la ignorancia que difundían las madrasas y los «conventos derviches» y la señaló como la causa principal del sojuzgamiento del pueblo islámico (milla) por Occidente:

Hermanos, levantaos del sueño de la incuria. Sabed que el pueblo islámico [milla] fue [antiguamente] el más fuerte en rango, el más preciado en valor. […] Posteriormente ese pueblo se sumió en la comodidad y en la comodidad y la pereza. […] Algunas naciones islámicas acabaron bajo el dominio de otras naciones. Les impusieron las ropas de la abyección. El glorioso milla fue humillado. Todas esas cosas ocurrieron por falta de vigilancia, por pereza, por trabajar demasiado poco, y por estupidez. […] ¿Acaso no vamos a seguir el ejemplo de las naciones civilizadas?...

En una conferencia posterior fue más lejos y se atrevió a poner al mismo nivel a los filósofos y a los profetas —«las enseñanzas del filósofo son universales, y no tienen en cuenta las particularidades de una época determinada, mientras que las enseñanzas de un profetas están condicionadas por ella. Por esta razón las prescripciones del profeta varían»—, lo que implicaba cuestionar la inmutabilidad de la ley islámica, la sharía, que podía ser revisada por los filósofos. Los medios conservadores encabezados por los ulemas interpretaron estas palabras como una desautorización del profeta Mahoma y de la teología islámica y desencadenaron una enorme protesta que provocó el cierre de la universidad y la expulsión de Al Afghani de Estambul a principios de 1871.

### Egipto

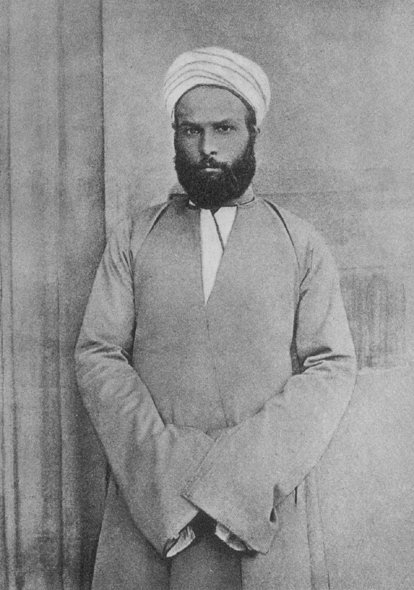
Muhammad Abduh.

De Estambul se dirigió a El Cairo, entonces la capital cultural y financiera del mundo árabe. Consiguió el patrocinio de un dignatario local a quien había conocido en Estambul y se puso a dar clases particulares en su casa y en un café tras rechazar un empleo en la mezquita de al-Azhar, centrándose sobre todo en la enseñanza de las matemáticas y de las ciencias y en la reinterpretación de los textos islámicos, recurriendo a autores clásicos como Ibn Khaldun. El clero conservador cairota, especialmente los jeques de al-Azhar, lo acusó de defender el ateísmo, pero Al Afghani no se arredró y continuó con sus clases aunque algunos de sus alumnos, como Saad Zaghloul, tuvieron que ocultar que acudían a las mismas.

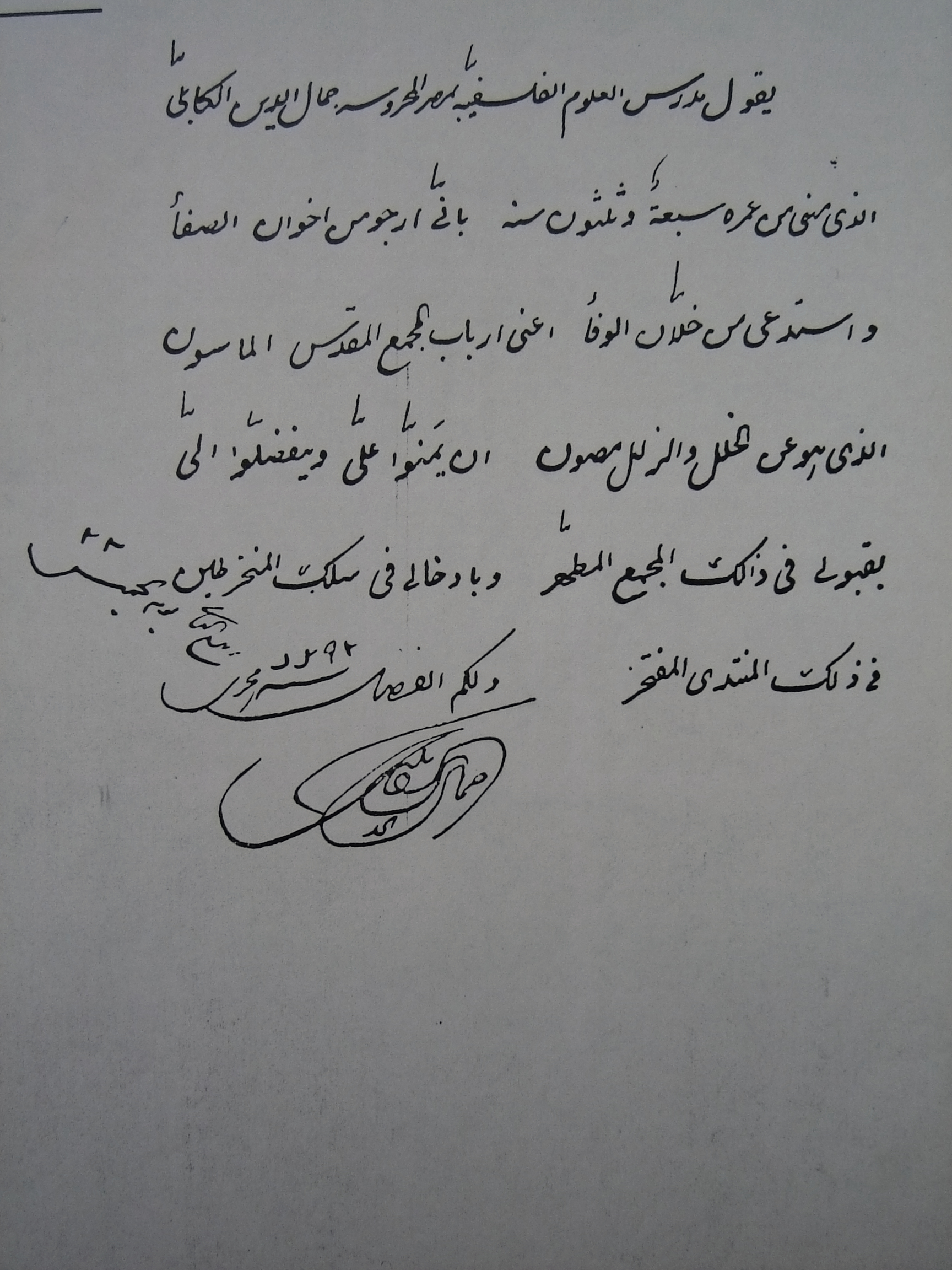
Solicitud escrita a mano para la admisión de al-Afghani en la Logia de El Cairo

Después de unos años inició el activismo político, convirtiéndose asimismo en uno de los precursores del periodismo político en el mundo árabe —en 1879 casi todos los periódicos de Egipto estaban dirigidos por discípulos suyos—, lo que le llevó a decir a uno de sus alumnos más destacados,  el reformista Muhammad Abduh, que Al Afghani había disipado las «tinieblas» que cubrían Egipto, pues «antes de 1877, en sus asuntos públicos y privados, los egipcios se sometían completamente a la voluntad del soberano y de sus funcionarios… Ninguno de ellos se atrevía a aventurar una opinión sobre la forma en que se administraba su país». También se afilió a la masonería, al igual que otros egipcios, para poder celebrar discusiones políticas.
Por otro lado, desde la revista Misr ('Egipto') habló de la necesidad de una Reforma del Islam para modernizarlo, al igual que la Reforma que había encabezado Lutero en el cristianismo y que había sido el acontecimiento decisivo de la historia de Europa, según el historiador francés François Guizot, estudiado por Al Afghani.
En 1878 alentó a los campesinos a la rebelión: «¡Oh! ¡Pobres de vosotros, campesinos! Abrís las entrañas de la Tierra a fin de sacar de ella vuestro sustento y mantener vuestra familia. ¿Por qué no les abrís las entrañas a vuestro opresor? ¿Por qué no les abrís las entrañas a los que se comen los frutos de vuestro trabajo?».
Durante ese tiempo reflexionó sobre las causas del atraso de los musulmanes respecto a Occidente, que atribuyó al despotismo y al fanatismo. «Oh, hijos de Oriente, ¿acaso no sabéis que el poder de los occidentales y su dominio sobre vosotros se produjo por sus avances en el conocimiento y la educación, y por vuestro declive en esos ámbitos?», escribió Así propugnó la formación de un partido nacional que tuviera como meta el establecimiento de un gobierno parlamentario que librara a Egipto del dominio que ejercían sobre él británicos y franceses.

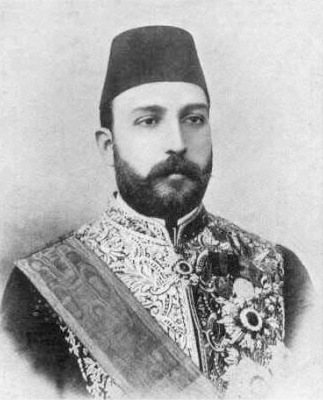
Tewfik Pachá, jedive de Egipto.

Cuando el príncipe heredero Tewfik Pachá, a quien había conocido en la logia masónica a la que ambos pertenecían, sucedió a su padre el jedive Ismail Pachá en 1879, Al Afghani le pidió que expulsara del gobierno a los extranjeros, para «salvar la independencia de Egipto y consolidar la libertad». La respuesta del nuevo jedive, presionado por los cónsules de Francia y de Gran Bretaña que consideraban a al-Afghani un peligroso agitador que incitaba al «rencor contra los europeos», fue ordenar su expulsión a la India. Tres años después los británicos establecieron su protectorado sobre el jedivato de Egipto.
La influencia de al-Afghani sobre un amplio grupo de pensadores y activistas egipcios fue muy duradera, especialmente entre los ulemas partidarios de la reforma religiosa, a quienes, como dijo uno de ellos, Al Afghani les había demostrado que «si se interpretaban adecuadamente, y si se controlaban mutuamente, la ley del islam era susceptible de desarrollos más liberales, y que ningún cambio beneficioso era realmente contrario a dicha ley», por lo que «en vez de aferrarse al pasado» se debía «avanzar intelectualmente en armonía con el conocimiento moderno».

### India
Entre mediados de 1879 y finales de 1882 estuvo en la India, pasando la mayor parte del tiempo en Hyderabad y en Calcuta. Bajo la constante vigilancia de los espías británicos, abandonó el activismo político pero durante ese tiempo fue perfilando sus ideas que le llevaron a propugnar el panislamismo. Ya antes de verse obligado a abandonar El Cairo había escrito una carta al sultán otomano Abdulhamid II en la que le mostraba su indignación por la humillación que estaba sufriendo el «pueblo islámico» (milla) a manos de las potencias occidentales y, tras  decirle que «he hecho de los medios para la reforma y salvación de ese milla mi profesión y mi conjuro», le pedía que formara un gran frente panislámico contra Occidente, ofreciéndose él mismo como representante suyo en India, Afganistán y Asia central.

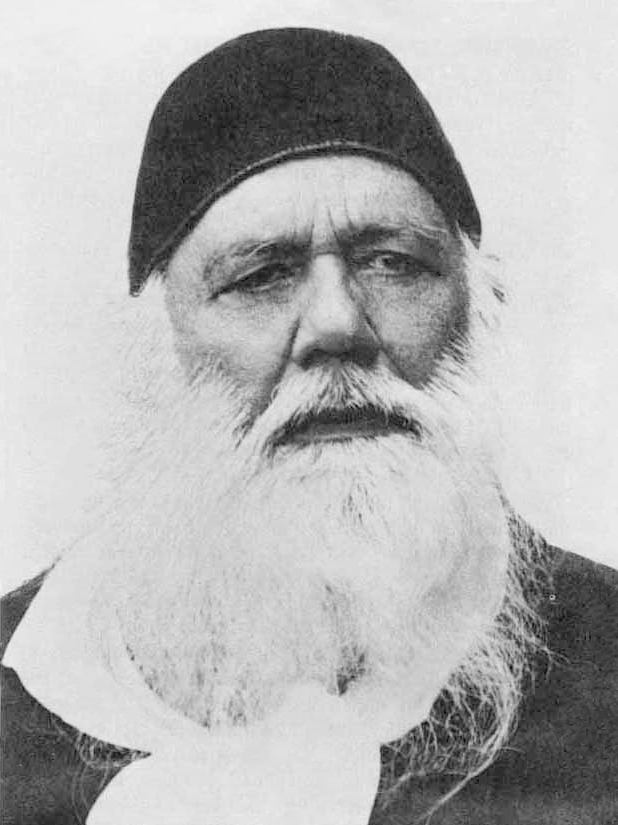
Sayyid Ahmad Khan.

El panislamismo lo fue perfilando en una serie de artículos que publicó para criticar las posiciones prooccidentalistas de Sayyid Ahmad Khan, el principal líder musulmán de la India, quien según Al Afghani aspiraba «a debilitar la fe de los musulmanes, a servir a los intereses de los extranjeros, y a modelar a los musulmanes conforme a las costumbres y creencias de aquéllos». Por el contrario, Al Afghani, junto con su discípulo más influyente Muhammad Abduh, quería restablecer la debilitada umma musulmana mediante el desarrollo del «auténtico islam», entendido como una religión racional. Estas ideas las desarrolló en un libro titulado Refutación de los materialistas dirigido a rebatir la visión del islam de Sayyid Khan y en el que afirmaba que el ataque a la religión socavaba los lazos que mantenían unidas a las comunidades musulmanas y cuyo debilitamiento era lo que precisamente las había hecho entrar en crisis.
Influenciado por la revuelta de El Mahdi en Sudán, Al Afghani comenzó a defender entonces la lucha armada y la resistencia violenta contra Occidente, utilizando en ocasiones el concepto de «guerra santa». Por otro lado, para hacer frente a la dominación británica propugnó la unión de musulmanes y de hindúes, destacando sus vínculos lingüísticos y exaltando el legado científico y filosófico de la India, «cuna de la humanidad» y «origen de todas las leyes y las normas del mundo», pero sin que ninguna de las dos comunidades le diera la espalda a sus respetivas religiones y tradiciones ya que eran la fuente de su fortaleza.

### Interludio europeo: Londres, París

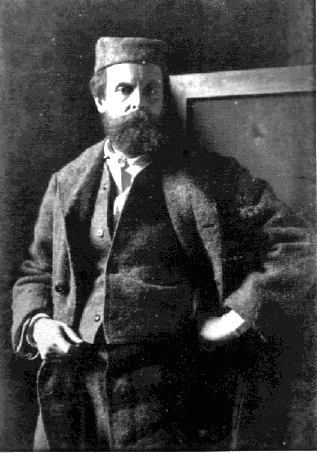
Wilfrid Scawen Blunt.

Tras una breve estancia en Londres, donde conoció al poeta inglés antiimperialista Wilfrid Scawen Blunt y  publicó un artículo antibritánico en un periódico dirigido por un libanés discípulo suyo, Al Afghani llegó a París a principios de 1883, poco después de que Gran Bretaña ocupara Egipto. El motivo del viaje, según explicó en una carta, era estar en «tierras cuyos habitantes gozan de mentes sanas, oídos atentos y corazones comprensivos, a los que pueda narrarles cómo se trata a un ser humano en Oriente. Así se apagará el fuego que han encendido en mí tantos sufrimientos, y mi cuerpo se verá libre de la carga de unos sufrimientos que me han roto el corazón».

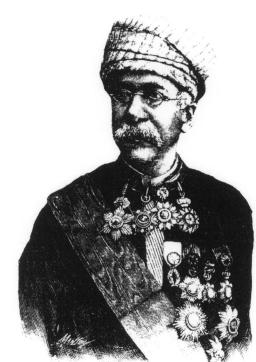
Yaqub Sanu

En París colaboró en la revista de otro de sus discípulos, el judío egipcio exiliado Yaqub Sanu, y allí publicó algunos artículos dedicados a elogiar al sultán del Imperio Otomano como potencial unificador del islam. También fundó junto con Muhammad Abduh, que había huido de Egipto tras la ocupación británica, una sociedad secreta con la finalidad de unificar y reformar el islam y una revista antiimperialista y panislamista llamada al-'Urwa al wuthqa ('El lazo indisoluble'), que gracias a un financiero tunecino se pudo distribuir gratuitamente en todo el mundo musulmán —clandestinamente en los territorios controlados por las potencias europeas—. La revista constituyó la primera publicación internacional que hacía un llamamiento explícito a la unión islámica frente a Occidente, rechazando la propuesta anterior de reformas internas y de consolidación nacional, y la que ofreció por primera vez una interpretación de la yihad como un deber individual más que colectivo —la obligación de mantener las tierras del islam bajo control musulmán que no sólo concernía a los gobernantes sino a toda la comunidad de creyentes—. Para ello Abduh y Al Afghani se esforzaron en encontrar en El Corán textos que justificaran este programa político.

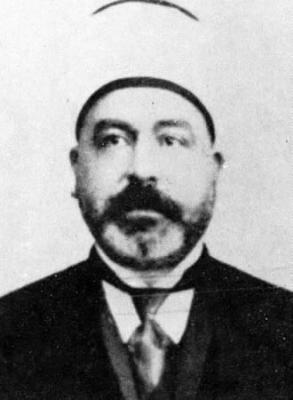
Rashid Rida.

El impacto de los dieciocho números que se publicaron de la revista fue enorme. El escritor sirio Rashid Rida afirmó que cuando leyó sus artículos sobre «el llamamiento al panislamismo, al retorno de la gloria, del poderío y del prestigio del islam, a la recuperación de todo lo que el islam poseía antiguamente, y a la liberación de su pueblo de la dominación extranjera», se sintió «tan impresionado que entré en una nueva fase de mi vida». De hecho Rida, tras la muerte de al-Afghani, continuó con su obra mediante la publicación de una revista entre 1898 y 1935 titulada al-Manar ('La almenara'), que llevó las ideas antiimperialistas y panislamistas del maestro hasta los últimos confines del mundo musulmán.
Durante su estancia en París también mantuvo un intenso debate con Ernest Renan, a quien conoció al poco tiempo de llegar, a propósito de la compatibilidad entre la ciencia moderna y el islam que Renan negaba —«fue el primer debate importante entre un musulmán y un intelectual europeo», según Pankaj Mishra—. El islam es «el reino de un dogma, representa los grilletes más pesados que jamás han encadenado a la humanidad», escribió Renan, a lo que al-Afghani respondió que el islam, aun reconociendo la necesidad de una reforma como la de Martín Lutero para  adaptarlo al mundo moderno, era compatible con la innovación intelectual,  pues de lo contrario «cientos de millones de hombres estarían condenados a vivir en la barbarie y en la ignorancia», añadiendo a continuación que «la ciencia, por excelente que sea, no puede satisfacer completamente la sed de ideales de la humanidad, ni el deseo de elevarse hacia oscuras y lejanas regiones que los filósofos y los eruditos no son capaces de ver ni explorar».
En 1885 estuvo en Londres invitado por Blunt y durante su estancia de tres meses se entrevistó con Randolph Churchill, el secretario de Estado para la India, a quien pidió que Gran Bretaña se retirara de Egipto, si quería ganarse el apoyo de los musulmanes en el Gran Juego que mantenía el Imperio Británico con el Imperio Ruso.

### Irán (y Rusia)

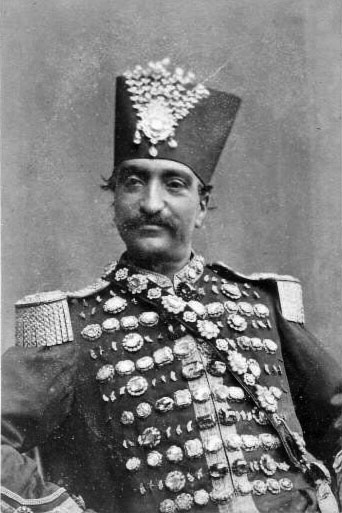
El shah Naser al-Din.

En 1886 viajó a Persia, permaneciendo varios meses en la ciudad portuaria de Bushehr. Entonces ya era un personaje famoso y el shah Naser al-Din le invitó a Teherán, pero las ideas de Al Afghani le parecieron demasiado radicales, así que poco después se fue a Moscú, para recabar el apoyo ruso. Como no consiguió una audiencia con el zar se presentó en el teatro de la ópera y antes de que empezara la representación comenzó a rezar en voz alta sus oraciones ante la estupefacción de todos los presentes y del propio zar que asistía a la función. Pero este siguió sin recibirle por lo que Al Afghani regresó a Teherán, donde el sah esta vez le ofreció la dirección de un periódico, pero en seguida le retiró su apoyo al leer los primeros artículos que escribió en los que, según informó el embajador francés tal vez exageradamente, hablaba de que debía «correr la sangre de los infieles para que el número de musulmanes pueda crecer, y para que su influencia pueda aumentar en el mundo».
Entonces al-Afghani se retiró a un santuario situado en las afueras de Teherán, desde donde lanzó enardecidas proclamas en las que advertía a los iraníes de que iban a convertirse en «esclavos de los extranjeros, igual que los nativos de la India», si no le ponían «remedio». Al cabo de siete meses el sah ordenó la detención de al-Afghani y su expulsión a la Mesopotamia otomana. Pero desde allí continuó con su campaña propagandística, que se acentuó cuando en 1891 el sah decidió conceder el monopolio de la compraventa de tabaco a un empresario británico, lo que según Al Afghani iba a dejar a los cultivadores de tabaco iraníes a merced de los «infieles». Mientras Al Afghani escribía cartas a los clérigos chiís para que se movilizaran contra el sah, algunas de las cuales obtuvieron una amplia difusión en Persia y en Europa, las sociedades secretas que había fundado en Teherán incitaron a los iraníes a rebelarse. En uno de sus escritos se decía:

Esos pocos kilos de tabaco, que se produjeron con trabajo y que unos cuantos hombres, a base de esfuerzo, solían exportar a fin de conseguir un pedazo de pan, han sido objeto de la codicia y han sido otorgados a los infieles, y prohibidos a los seguidores del profeta. Oh grandes seres humanos, ¿acaso no sabéis quiénes sois? ¿Cuándo vais a despertar?

Las protestas se extendieron por todo el país —un clérigo chií muy respetado llegó a emitir una fatua en la que declaraba antiislámico fumar hasta que no se revocara el monopolio— lo que obligó finalmente al shah a cancelar la concesión del tabaco. Por su parte Al Afghani consiguió huir a Londres, desde donde siguió exhortando a los clérigos chiíes a que derrocaran al régimen despótico de Teherán, además de recriminar al gobierno británico el apoyo que le prestaba, lo que, según él, explicaba la aversión de «las masas de Persia» hacia los europeos. También volvió a pedir que los británicos se marcharan de Egipto y de la India. En una entrevista a un periódico británico publicada en diciembre de 1891 Al Afghani afirmó:

El auténtico espíritu del Corán está en perfecta consonancia con las libertades modernas. […] Un musulmán culto, que esté familiarizado con los principios liberales de Europa, es capaz de transmitírselos fácilmente a su pueblo con la autoridad del Corán, sin las dificultades que rodearon a Lutero.

### Últimos años: vuelta a Estambul

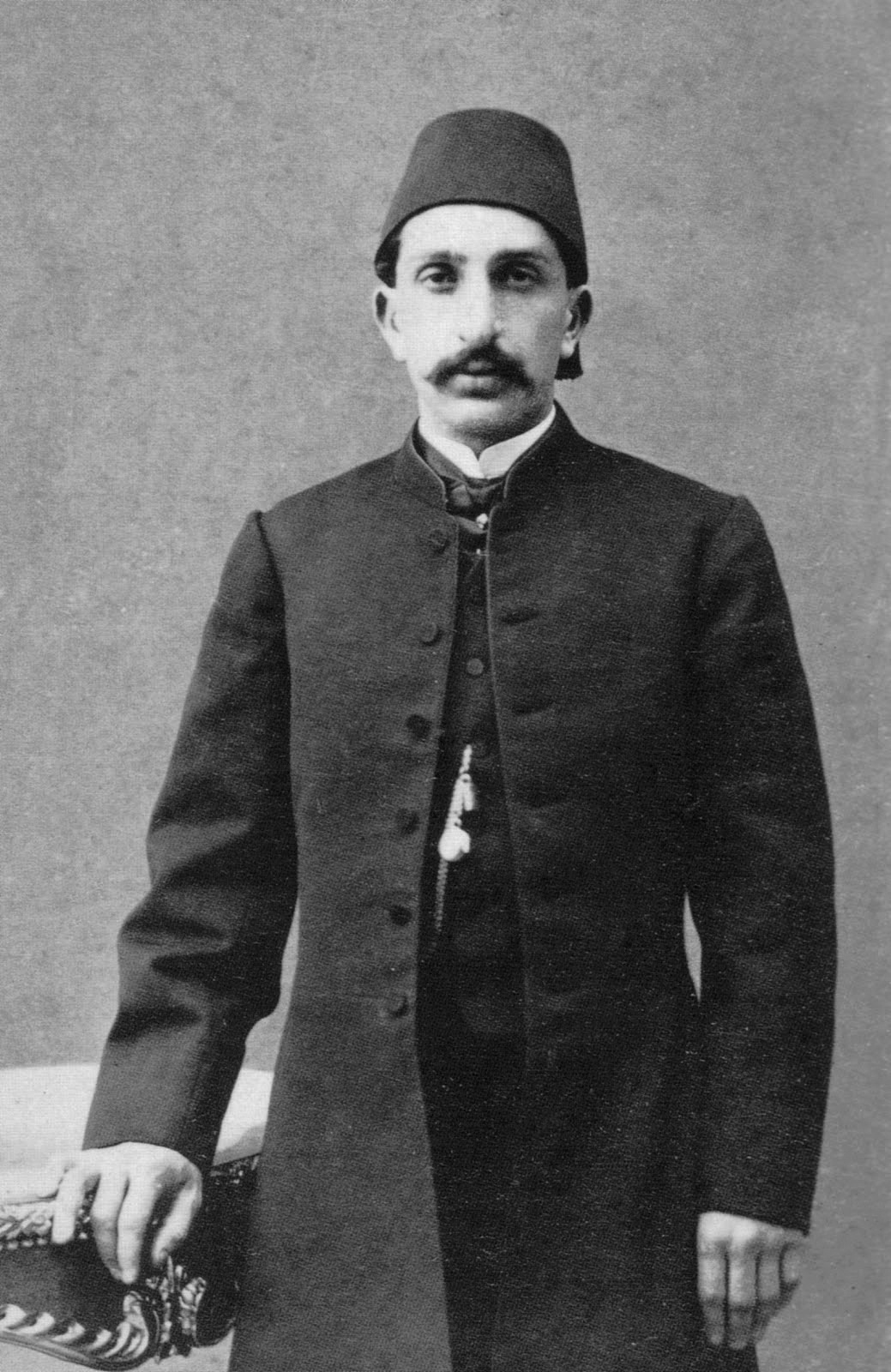
Sultán otomano Abdul Hamid II.

Estando en Londres recibió una invitación del sultán otomano Abdulhamid II para que fuera a Estambul. Llegó en el verano de 1892 y se instaló en uno de los palacios del sultán, quien pretendía que Al Afghani le apoyara para conseguir el respaldo de los musulmanes de todo el mundo al califato otomano. En torno suyo se formó un nutrido grupo de pensadores de diversas nacionalidades. Sin embargo, el sultán le prohibió que reanudara su activismo político, especialmente su campaña a favor del derrocamiento del shah, y que publicara cualquier tipo de escrito, lo que provocó su progresivo aislamiento, y pronto dejó de recibirle. En 1895 Al Afghani intentó marcharse de Estambul solicitando un pasaporte británico pero el gobierno de Londres no se lo concedió. Así su visión de la situación del mundo musulmán fue haciéndose cada vez más sombría:

Por desgracia, hoy en día los Estados islámicos son saqueados, y sus bienes les son arrebatados; su territorio está ocupado por extranjeros, y su riqueza está en poder de otros. No hay día en que los extranjeros no se apoderen de una parte de las tierras islámicas, ni noche en que los extranjeros no obliguen a un grupo de musulmanes a obedecer su dominio. Deshonran a los musulmanes y dilapidan su orgullo.

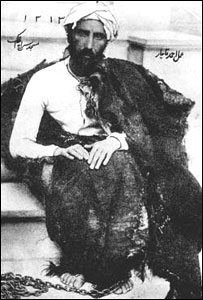
Mirza Reza Kermani poco antes de su ejecución por el asesinato del sah Naser al-Din.

En 1896 Mirza Reza Kermani, uno de los discípulos de al-Afghani que había estado con él el año anterior en Estambul, asesinó al sah Naser al-Din en el mismo santuario de las afueras de Teherán en que aquel se había refugiado años antes. Lo justificó aduciendo en referencia al sah que cuando el fruto de un árbol «son semejantes bastardos y matones aristócratas que no sirven para nada, que atormentan la vida de los musulmanes en general, ese árbol ha de ser abatido, para que no vuelva a dar este tipo de frutos» y también dijo que era un acto de venganza por la expulsión de su maestro de Persia decretada por el sah en 1891. Las autoridades iraníes acusaron inmediatamente a al-Afghani de estar detrás del atentado, pero este lo negó a pesar del odio casi patológico que sentía por el sah. En una de las entrevistas que concedió afirmó:

He luchado, y sigo luchando, por un movimiento reformista en el podrido Oriente, donde me gustaría sustituir la arbitrariedad por la ley, la tiranía por la justicia, y el fanatismo por la tolerancia.

Las autoridades persas solicitaron su extradición y el sultán no la concedió, aunque ordenó su encarcelamiento. A finales de 1896, al poco tiempo de salir de prisión, le diagnosticaron un cáncer de mandíbula —fue un empedernido fumador toda su vida— y en medio de grandes dolores murió en marzo de 1897 —la amputación de un lado de la barbilla y de los dientes no dio ningún resultado—. Fue enterrado en una tumba sin nombre.

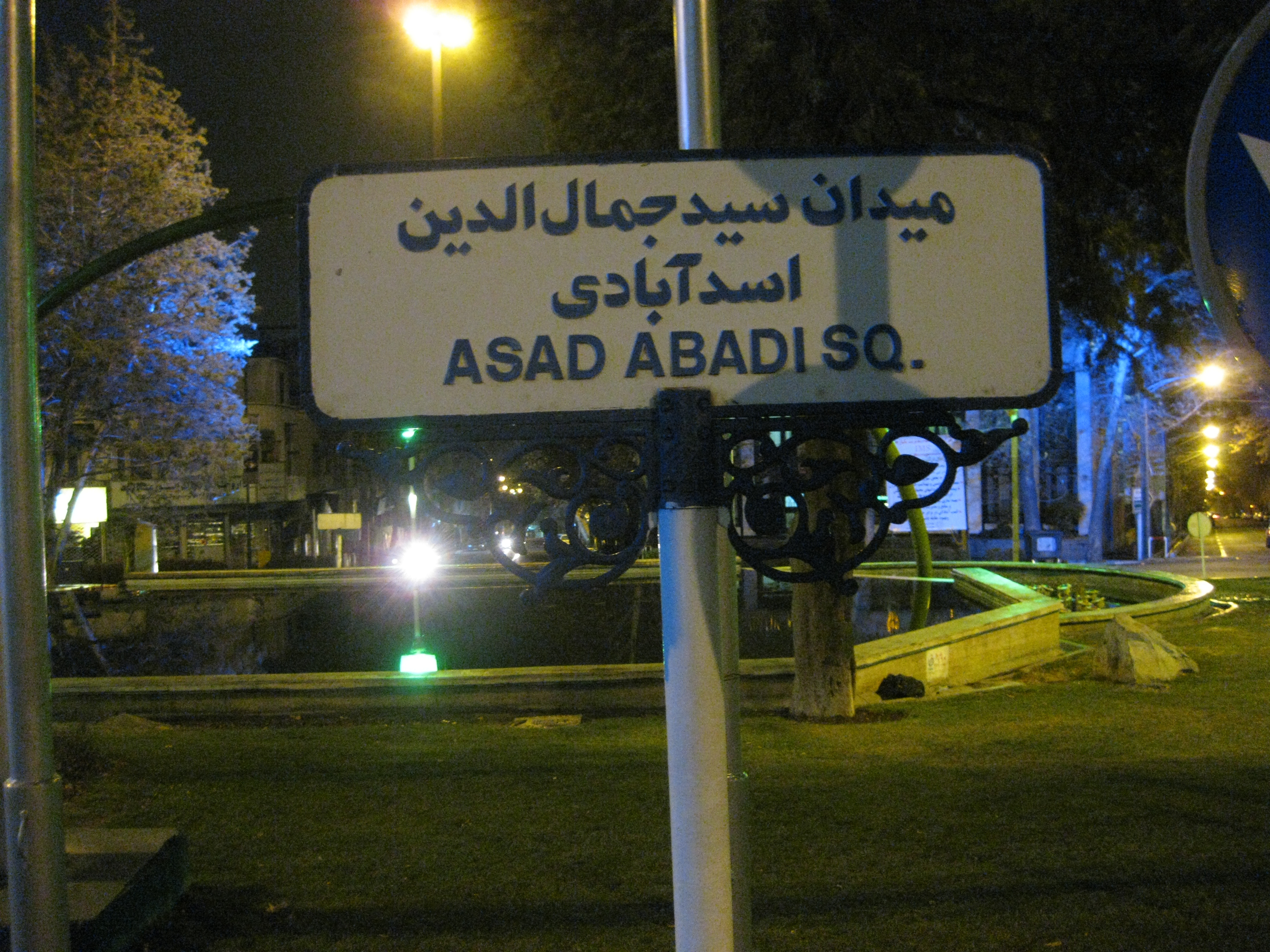
Plaza de al-Afghani en Teherán, Irán.

En 1924 el millonario y arabófilo norteamericano Charles Crane, quien había conocido al sultán otomano depuesto Abdulhamid II en San Remo donde vivía exiliado, se interesó por el personaje de al-Afghani del que el exsultán le había hablado, y en un viaje a Estambul logró localizar la tumba donde había sido enterrado y erigió un monumento con su nombre en aquel lugar. Veinte años después, en vísperas del final de la Segunda Guerra Mundial, el gobierno de Afganistán exhumó el cadáver y lo llevó a Kabul. Allí en una ceremonia a la que asistieron los líderes del país y el cuerpo diplomático fue enterrado de nuevo en los jardines de la Universidad de Kabul, siendo reconocido como el hijo más distinguido de Afganistán, a pesar de que el gobierno de Teherán insistió en que era persa de nacimiento.